# ラージャスターン語映画
ラージャスターン語映画（ラージャスターンごえいが、Rajasthani cinema）は、インドの映画のうちラージャスターン語で製作された映画であり、ラージャスターン州に拠点を置く映画産業を指す。

## 産業構造
初めてラージャスターン語で製作された映画は、1942年6月公開の『Nijarano』である。1961年公開の『Babasa Ri Ladli』であり、初めてブロックバスターを記録したラージャスターン語映画となった。1987年から1995年にかけて多くのラージャスターン語映画が製作されたが、この期間に興行的に成功した作品は『Bai Chali Sasariye』のみだった。1990年代後半以降はプロモーション不足や製作クオリティの低質さが原因で製作本数が減少している。
ラージャスターン語映画の大半がヒンディー語映画の劣化コピー作品と言われており、映画産業の独自性が確立されておらず、インドの他地域の言語映画と比較しても国内外の映画賞に選ばれることもほとんどない。産業規模は推定で1億5000万ルピー以下であり、俳優やスタッフは約100人程度、監督・プロデューサーは12人ほどしか存在せず、質の高いコンテンツも存在しないため集客力も貧弱な状態である。劇場で公開されることも少なく、少額の製作費で低品質の作品が数多く製作され、その大半はDVDリリースされている。撮影に必要なインフラも整備されておらず、ラージャスターン語映画は16mmフィルムで撮影した後に35mmフィルムに変換するため画質が荒くなる傾向があり、こうした撮影環境から州内の人気俳優の大半はムンバイ（ヒンディー語映画の拠点）に活動の場を移してしまい、現地には「二流俳優」しか残らない状態となっている。
ラージャスターン語映画の窮状の原因は、他の言語映画のように州政府の手厚い援助が得られていないことにあると指摘されている。これに対して、ラージャスターン州政府は州内の人口1万人以下の都市にある全ての映画館で娯楽税を免除しており、その他の地域でも映画産業の振興のため娯楽税の税率を引き下げている。